# Arjen van der Kieft
Arjen van der Kieft (ur. 17 maja 1985 w Zwanenburg) — holenderski długodystansowy łyżwiarz szybki.
W wieku 24 lat uczestniczył w Zimowych Igrzyskach Olimpijskich 2010 w Vancouver. Jedyną konkurencją w jakiej brał udział był bieg na 10 000 m w łyżwiarstwie szybkim, gdzie zajął 9. miejsce.

## Rekordy życiowe
| Dystans  | Czas     | Data             | Miejsce        |
| -------- | -------- | ---------------- | -------------- |
| 500 m    | 38,36    | 18 grudnia 2004  | Heerenveen     |
| 1000 m   | 1.14,17  | 14 sierpnia 2005 | Calgary        |
| 1500 m   | 1.51,18  | 19 grudnia 2010  | Heerenveen     |
| 3000 m   | 3.46,08  | 12 sierpnia 2005 | Calgary        |
| 5000 m   | 6.20,14  | 27 grudnia 2009  | Heerenveen     |
| 10 000 m | 12.56,90 | 19 lutego 2011   | Salt Lake City |
| Źródło:  |          |                  |                |